# For the Love of Mabel
For the Love of Mabel è un cortometraggio muto del 1913 diretto da Henry Lehrman.